# USS Benjamin Franklin (SSBN-640)
USS Benjamin Franklin (SSBN-640) – amerykański okręt podwodny o napędzie atomowym, w trakcie zimnej wojny stanowiący część amerykańskiego systemu strategicznego odstraszania nuklearnego. „Benjamin Franklin” był jednostką wiodącą typu Benjamin Franklin wchodzącego w skład pierwszej generacji amerykańskich okrętów podwodnych przenoszących rakietowe pociski balistyczne klasy SLBM, zbudowanej w ramach programu amerykańskiej marynarki wojennej 41 for Freedom. W trakcie pełnienia służby przenosił pod pokładem m.in. uzbrojone w głowice jądrowe pociski Poseidon C-3.